# Knemodynerus malickyi
Knemodynerus malickyi är en stekelart som beskrevs av Gusenleitner 1995. Knemodynerus malickyi ingår i släktet Knemodynerus och familjen Eumenidae. Inga underarter finns listade i Catalogue of Life.